# NGC 3656
NGC 3656 is een elliptisch sterrenstelsel in het sterrenbeeld Grote Beer. Het hemelobject werd op 14 april 1789 ontdekt door de Duits-Britse astronoom William Herschel.

## Synoniemen
- UGC 6403
- IRAS 11208+5406
- MCG 9-19-63
- Arp 155
- ZWG 268.29
- VV 22
- KCPG 282B
- PGC 34989